# Serie A1 2007/08
Die Saison 2007/08 der italienischen Eishockeymeisterschaft der Serie A1 wurde mit insgesamt neun Mannschaften ausgetragen. Titelverteidiger war der SG Cortina, der es in dieser Saison jedoch nicht in die Playoffs schaffte. Neuer Meister wurde der HC Bozen.

## Teilnehmende Mannschaften
Das Teilnehmerfeld blieb im Vergleich zur Vorsaison unverändert. Folgende Mannschaften traten zur Meisterschaft an:
- SG Cortina (Titelverteidiger)
- Ritten Sport
- HC Bozen
- SHC Fassa
- HC Pustertal
- AS Asiago Hockey
- HC Alleghe
- HC Milano Vipers
- SG Pontebba

## Modus
Die neun Mannschaften trugen zunächst eine doppelte Hin- und Rückrunde gegeneinander aus, was insgesamt 32 Spiele pro Team ergab. Anschließend wurde das Teilnehmerfeld in zwei Gruppen geteilt, die nochmals eine interne einfache Hin- und Rückrunde um die endgültigen Platzierungen ausspielten. Davor wurden die Punkte des Grunddurchgangs halbiert, die Zählung wurde jedoch in den Zwischenrunden weitergeführt. Es folgten Playoffs mit Viertelfinale, Halbfinale und Finale, die jeweils im Best of Five-Modus ausgetragen wurden.

## Grunddurchgang
Der Grunddurchgang verlief in vieler Hinsicht ähnlich wie im Vorjahr. Der regierende Meister SG Cortina konnte jedoch nicht an den Vorjahreserfolg anknüpfen und landete weit abgeschlagen auf dem achten Rang. Der HC Bozen, der im Vorjahr den Grunddurchgang gewonnen hatte, verpasste dieses Ziel heuer deutlich. Der SV Ritten stellte mit zwanzig Siegen aus 32 Spielen das Maß der Dinge dar und sicherte sich die Tabellenführung unangefochten. Der SHC Fassa sicherte sich nach einer enttäuschenden Vorsaison diesmal Rang zwei in der Tabelle. Lediglich auf dem letzten Platz gab es keine Veränderung. Asiago Hockey bildete erneut das Tabellenschlusslicht.

### Tabelle nach dem Grunddurchgang
| Platz | Team             | Spiele | Punkte | S  | N  | U  | Tore    | TD  |
| ----- | ---------------- | ------ | ------ | -- | -- | -- | ------- | --- |
| 1     | Ritten Sport     | 32     | 44     | 20 | 8  | 4  | 112:74  | +38 |
| 2     | SHC Fassa        | 32     | 35     | 14 | 11 | 7  | 123:101 | +22 |
| 3     | HC Bozen         | 32     | 35     | 14 | 11 | 7  | 88:78   | +10 |
| 4     | HC Milano Vipers | 32     | 34     | 13 | 11 | 8  | 100:88  | +12 |
| 5     | HC Pustertal     | 32     | 32     | 12 | 12 | 8  | 90:98   | −8  |
| 6     | HC Alleghe       | 32     | 30     | 10 | 12 | 10 | 96:97   | −1  |
| 7     | SG Pontebba      | 32     | 29     | 9  | 12 | 11 | 86:93   | −7  |
| 8     | SG Cortina       | 32     | 27     | 11 | 16 | 5  | 76:87   | −11 |
| 9     | AS Asiago Hockey | 32     | 22     | 7  | 17 | 8  | 82:137  | −55 |

## Zwischenrunde

### Platzierungsrunde
In der Platzierungsrunde behauptete der SV Ritten seinen ersten Rang, wenngleich die Milano Vipers mit vier Siegen und zwei Unentschieden viel Boden gutmachen und bis auf zwei Punkte an die Rittener herankommen konnten. Fassa verlor fünf der sechs Begegnungen und holte als bestes Ergebnis ein Unentschieden gegen die Milano Vipers heraus. Bozen hatte am Ende eine ausgeglichene Bilanz mit drei Siegen und drei Niederlagen zu Buche stehen und behielt den dritten Rang.
| Platz | Team             | Spiele | Punkte | S  | N  | U  | Tore    | TD  |
| ----- | ---------------- | ------ | ------ | -- | -- | -- | ------- | --- |
| 1     | Ritten Sport     | 38     | 29     | 23 | 10 | 5  | 138:97  | +41 |
| 2     | HC Milano Vipers | 38     | 27     | 17 | 11 | 10 | 128:102 | +26 |
| 3     | HC Bozen         | 38     | 23     | 17 | 14 | 7  | 102:98  | +4  |
| 4     | SHC Fassa        | 38     | 18     | 14 | 16 | 8  | 135:124 | +11 |

### Qualifikationsrunde
Die Zwischenrunde dauerte ein wenig länger, da fünf Mannschaften um die verbleibenden vier Playoff-Plätze spielten und eine Mannschaft in jeder Runde spielfrei war. Hier legte jedoch der SG Cortina seine Schwächen ab und belegte punktegleich mit dem HC Alleghe Rang fünf, nachdem die Mannschaft fünf der acht Spiele gewonnen und nur eines verloren hatte. Ähnlich erfolgreich präsentierte sich Pontebba mit nur drei Niederlagen und ebenfalls fünf Siegen. Asiago setzte jedoch die Unserie aus dem Grunddurchgang fort. Ohne Sieg und mit nur zwei Unentschieden war die Saison für das Team vorzeitig beendet.
| Platz | Team             | Spiele | Punkte | S  | N  | U  | Tore    | TD  |
| ----- | ---------------- | ------ | ------ | -- | -- | -- | ------- | --- |
| 5     | SG Cortina       | 40     | 25     | 16 | 17 | 7  | 113:102 | +11 |
| 6     | HC Alleghe       | 40     | 25     | 14 | 14 | 12 | 132:129 | +3  |
| 7     | SG Pontebba      | 40     | 24     | 14 | 15 | 11 | 111:112 | −1  |
| 8     | HC Pustertal     | 40     | 22     | 15 | 17 | 8  | 120:140 | −20 |
| 9     | AS Asiago Hockey | 40     | 13     | 7  | 23 | 10 | 104:179 | −75 |

## Playoffs

### Viertelfinale
Im Viertelfinale setzten sich erwartungsgemäß die Favoriten aus der oberen Tabellenhälfte durch. Während Cortina aber nicht an die guten Leistungen aus der Zwischenrunde anknüpfen konnte, und Fassa die Serie ohne Niederlage für sich entscheiden konnte, hatten vor allem die Milano Vipers mit dem SG Pontebba große Schwierigkeiten und lagen zwischenzeitlich in der Serie sogar mit 1:2 zurück. Der HC Pustertal und der HC Alleghe verabschiedeten sich mit je einem Sieg aus der Saison.
| Serie                                  | Endstand | Spiel 1                             | Spiel 2                             | Spiel 3                     | Spiel 4             | Spiel 5             |
| -------------------------------------- | -------- | ----------------------------------- | ----------------------------------- | --------------------------- | ------------------- | ------------------- |
| Ritten Sport (1) – HC Pustertal (8)    | 3:1      | 4:1 (1:1, 1:0, 2:1)                 | 5:4 n. V. (1:1, 2:1, 1:2, 1:0)      | 2:3 n. V. (0:1,1:0,1:1,0:1) | 2:1 (1:0, 1:1, 0:0) |                     |
| HC Milano Vipers (2) – SG Pontebba (7) | 3:2      | 4:3 (3:1, 1:2, 0:0)                 | 2:4 (0:2, 1:0, 1:2)                 | 3:5 (1:2, 2:1, 0:2)         | 3:1 (1:0, 1:0, 1:1) | 2:3 (0:2, 1:1, 1:0) |
| HC Bozen (3) – HC Alleghe (6)          | 3:1      | 4:5 n. P. (2:1, 1:1, 1:2, 0:0, 0:1) | 4:3 n. P. (1:0, 1:2, 1:1, 0:0, 1:0) | 3:2 (1:0, 1:2, 1:0)         | 2:1 (1:0, 1:1, 0:0) |                     |
| SHC Fassa (4) – SG Cortina (5)         | 3:0      | 5:1 (2:0, 3:1, 0:0)                 | 6:3 (3:2, 2:1, 1:0)                 | 4:1 (0:0, 3:1, 1:0)         |                     |                     |

### Halbfinale
Im Halbfinale traf der SHC Fassa auf Tabellenführer Ritten Sport. Das hervorragende Viertelfinale setzte sich im ersten Halbfinalspiel fort, als Ritten erst im Penaltyschießen die Partie gewinnen konnte. In der zweiten Begegnung dominierte Fassa vor eigenem Publikum nach Belieben und fegte die Rittener mit 8:2 vom Eis. Als auch das dritte Spiel in Ritten gewonnen werden konnte, sah es zunächst nach einer unerwarteten Finalpaarung aus, aber Ritten fand auf die Siegerstraße zurück, holte sich zunächst den Heimvorteil zurück und gewann schließlich auf eigenem Eis souverän mit 3:0 das entscheidende Spiel und damit die Serie.
Die Milano Vipers verloren ihre Halbfinalserie gegen den HC Bozen doch sehr deutlich, nachdem das erste Spiel noch mit 5:0 eine recht einseitige Serie hatte erwarten lassen. Bozen fand jedoch immer besser ins Spiel, glich zunächst auf eigenem Eis aus und bezwang die Mailänder schließlich im dritten Spiel knapp nach Verlängerung. Den Matchpuck verwertete Bozen anschließend im ersten Anlauf und sicherte sich die Finalteilnahme.
| Serie                               | Endstand | Spiel 1                             | Spiel 2             | Spiel 3                        | Spiel 4             | Spiel 5             |
| ----------------------------------- | -------- | ----------------------------------- | ------------------- | ------------------------------ | ------------------- | ------------------- |
| Ritten Sport (1) – SHC Fassa (4)    | 3:2      | 2:1 n. P. (1:0, 0:0, 0:1, 0:0, 1:0) | 2:8 (0:2, 1:3, 1:3) | 6:7 (3:1, 1:1, 2:5)            | 5:2 (1:2, 1:0, 3:0) | 3:0 (1:0, 0:0, 2:0) |
| HC Milano Vipers (2) – HC Bozen (3) | 1:3      | 5:0 (0:0, 4:0, 1:0)                 | 2:3 (0:0, 2:2, 0:1) | 3:4 n. V. (1:0, 1:1, 1:2, 0:1) | 2:4 (1:3, 1:1, 0:0) |                     |

### Finale
Das Finale verlief für Bozen spiegelbildlich zur Halbfinalserie. Nachdem Ritten im ersten Spiel noch einen souveränen Sieg eingefahren hatte, gelang zunächst mit einem knappen 4:3 im zweiten Spiel der Ausgleich in der Serie. Mit einem knappen Auswärtssieg holten sich die Bozner das Heimrecht und verwerteten den Matchpuck erneut beim ersten Versuch auf eigenem Eis. Damit feierten sie den insgesamt 17. Meistertitel und überholten so den SG Cortina, der bis dahin sechzehn Meisterschaften hatte feiern können.
| Serie                        | Endstand | Spiel 1             | Spiel 2             | Spiel 3             | Spiel 4             | Spiel 5 |
| ---------------------------- | -------- | ------------------- | ------------------- | ------------------- | ------------------- | ------- |
| SV Ritten (1) – HC Bozen (3) | 1:3      | 5:2 (3:1, 1:0, 1:1) | 3:4 (1:0, 0:1, 2:3) | 1:3 (0:1, 1:2, 0:0) | 1:5 (1:1, 0:1, 0:3) |         |

## Statistiken
Die Statistiken decken die gesamte Saison mit Grunddurchgang und Playoffs ab.
Topscorer
| Rk | Spieler             | Team     | GP | G  | A  | Pts | PIM | PPG | PPA | SHG | SHA | GWG |
| -- | ------------------- | -------- | -- | -- | -- | --- | --- | --- | --- | --- | --- | --- |
| 1  | Josh Olson          | Ritten   | 50 | 39 | 31 | 70  | 68  | 15  | 6   | 2   | 1   | 2   |
| 2  | Giulio Scandella    | Milano   | 47 | 26 | 37 | 63  | 30  | 9   | 11  | 0   | 0   | 3   |
| 3  | Greg Barber         | Fassa    | 46 | 25 | 33 | 58  | 32  | 9   | 13  | 4   | 0   | 2   |
| 4  | Mark Smith          | Ritten   | 48 | 20 | 38 | 58  | 42  | 4   | 15  | 0   | 2   | 4   |
| 5  | Jamie Schaafsma     | Fassa    | 46 | 29 | 28 | 57  | 56  | 14  | 15  | 2   | 1   | 3   |
| 6  | Blake Evans         | Milano   | 45 | 20 | 36 | 56  | 50  | 5   | 15  | 0   | 1   | 5   |
| 7  | Shawn Mather        | Ritten   | 48 | 19 | 36 | 55  | 24  | 5   | 11  | 3   | 2   | 5   |
| 8  | Greg Watson         | Fassa    | 39 | 26 | 27 | 53  | 48  | 7   | 17  | 1   | 0   | 5   |
| 9  | Enrico Dorigatti    | Ritten   | 51 | 20 | 32 | 52  | 32  | 5   | 7   | 1   | 4   | 4   |
| 10 | Mike Harder         | Alleghe  | 44 | 19 | 32 | 51  | 40  | 10  | 15  | 2   | 2   | 1   |
| 11 | Shay Stephenson     | Milano   | 42 | 30 | 20 | 50  | 72  | 10  | 5   | 2   | 0   | 5   |
| 12 | Árpád Mihály        | Bozen    | 50 | 24 | 25 | 49  | 34  | 9   | 12  | 1   | 0   | 4   |
| 13 | Dan Cavanaugh       | Pontebba | 45 | 18 | 30 | 48  | 58  | 5   | 14  | 0   | 2   | 4   |
| 14 | Anthony Aquino      | Pontebba | 44 | 25 | 21 | 46  | 34  | 8   | 9   | 1   | 0   | 3   |
| 15 | Christopher Stanley | Asiago   | 41 | 24 | 22 | 46  | 36  | 10  | 7   | 1   | 1   | 3   |

Torhüter
| Rk | Spieler                 | Team      | GP | MIP  | W  | L  | T  | GA  | GAA  | SOG  | SVS%   | SO |
| -- | ----------------------- | --------- | -- | ---- | -- | -- | -- | --- | ---- | ---- | ------ | -- |
| 1  | Dominique Ploner        | Pustertal | 1  | 11   | 1  | 0  | 0  | 0   | 0,00 | 4    | 100,00 | 1  |
| 2  | Frédéric Cloutier       | Ritten    | 49 | 2986 | 28 | 15 | 6  | 120 | 2,41 | 1715 | 93,00  | 6  |
| 3  | Andrea Carpano          | Pontebba  | 43 | 2515 | 16 | 17 | 10 | 110 | 2,62 | 1449 | 92,41  | 4  |
| 4  | Adam Russo              | Bozen     | 12 | 392  | 5  | 6  | 1  | 14  | 2,14 | 177  | 92,09  | 2  |
| 5  | Jeff Maund              | Cortina   | 43 | 2508 | 16 | 20 | 7  | 110 | 2,63 | 1341 | 91,80  | 2  |
| 6  | Levente Szuper          | Milano    | 44 | 2577 | 19 | 15 | 10 | 117 | 2,72 | 1393 | 91,60  | 3  |
| 7  | Phil Groeneveld         | Bozen     | 43 | 2576 | 21 | 14 | 8  | 111 | 2,59 | 1253 | 91,14  | 2  |
| 8  | Günther Hell            | Alleghe   | 30 | 1764 | 12 | 9  | 9  | 88  | 2,99 | 887  | 90,08  | 0  |
| 9  | Thomas Tragust          | Fassa     | 44 | 2616 | 19 | 17 | 8  | 137 | 3,14 | 1339 | 89,77  | 0  |
| 10 | Daniel Bellissimo       | Asiago    | 38 | 4650 | 7  | 22 | 9  | 146 | 1,88 | 1398 | 89,56  | 0  |
| 11 | Joaquin Gage            | Pustertal | 44 | 2618 | 16 | 20 | 8  | 150 | 3,44 | 1326 | 88,69  | 0  |
| 12 | Tom Askey               | Alleghe   | 11 | 564  | 2  | 6  | 3  | 34  | 3,62 | 277  | 87,73  | 1  |
| 13 | Michel Favre            | Fassa     | 3  | 138  | 0  | 2  | 1  | 9   | 3,91 | 72   | 87,50  | 0  |
| 14 | Paolo Della Bella       | Milano    | 4  | 197  | 2  | 2  | 0  | 10  | 3,05 | 72   | 86,11  | 2  |
| 15 | Jean Baptiste Dell’Olio | Pontebba  | 4  | 165  | 2  | 1  | 1  | 15  | 5,45 | 102  | 85,29  | 1  |

## Kader des italienischen Meisters
| Italienischer Meister HC Bozen | Torhüter: Phil Groeneveld, Adam Russo Verteidiger: Christian Borgatello, Matt De Marchi, Chris Hajt, Andreas Huber, Leo Insam, Neil Petruic, Florian Ramoser, Heinrich Santa Angreifer: B. J. Abel, Luca Ansoldi, Massimo Ansoldi, Kenny Corupe, Flavio Faggioni, Ryan Jardine, Árpád Mihály, Jonathan Pittis, Roland Ramoser, Patrick Rizzo, Michael Stocker, Stefan Unterkofler, Christian Walcher, Stefan Zisser Trainerteam: Jamie Dumont, Doug McKay |